# Dubbelsugare
Dubbelsugare (Lepadogaster lepadogaster) är en fisk i familjen dubbelsugarfiskar, som finns längs med Atlantens östra kust och i Medelhavet. Fisken (och hela familjen) har fått sitt namn av den sugskiva framtill på buken som bildats av bukfenorna.  

## Utseende
Dubbelsugaren är en liten fisk, med en största längd på 6,5 cm. Den har en avlång, platt kropp utan fjäll, och ett trekantigt huvud med en platt, näbblikt utdragen mun. Den är lik den tvåfläckiga dubbelsugaren, men till skillnad från denna är rygg- stjärt- och analfenorna sammanvuxna. Kroppen är rödflammig till grönaktig med bruna markeringar, och med två avlånga blå fläckar med gula kanter framtill på ryggen. Framför varje näsborre sitter en lång, smal hudflik.

## Vanor
Arten lever på klippiga eller sjögräsbevuxna bottnar, och i tidvattensbassänger (det vill säga alltid vattenfyllda klippbassänger som är avskurna från havet under ebb).
Honan lägger sina ägg under stenar eller på undervattensklippor, där någon av föräldrarna vaktar dem.

## Utbredning
Dubbelsugaren finns i östra Atlanten från Brittiska öarna söderöver till Medelhavet. Den går troligen in i Svarta havet.